# Wall to Wall
Wall to Wall è il primo singolo di Chris Brown estratto dal secondo album Exclusive. È stato prodotto da Swizz Beatz.

## La canzone
Il 21 maggio 2007 era disponibile su AOL. Il 16 giugno ha debuttato nella Billboard Hot 100 alla posizione n.96 ed è poi salita alla n.79. Si tratta di uno dei singoli di minor successo dell artista, il primo a non essere entrato in top 10 o top 50.

## Il Video
Il video musicale ricorda il film Blade e tributa il celebre video musicale di Thriller. Il video è stato pubblicato il 21 maggio del 2007, ed è stato girato al Brandeis-Bardin Institute.
Il video inizia nell'ombra della notte, e si svolge difatti quasi interamente nella più totale penombra ed oscurità, visto il tema che ricorre: quello dei vampiri.
Inizia con delle parole d'alcuni ragazzi che, illuminati dai raggi lunari, percorrono una strada solitaria; uno di loro (interpretato da Chris Brown) raggiunge la propria macchina e saluta gli amici. Quando questi si allontanano, un fumo e un rumore nell'oscurità indica che non è solo lì, e il ragazzo si vola percependo un'aura attorno a sé. In effetti, una ragazza mora, con maglietta, pantaloncini neri ed un lungo cappotto scuro, lo sta osservando emergendo dal fumo.
Ma poi Brown sale in macchina, dove s'impaurisce esasperandosi, vedendo accanto a sé la bella mora, che gli si avvicina prendendogli il viso, allunga i canini e poi s'abbassa al collo, pungendolo mentre la telecamera si tinge lentamente di nero. Quando il ragazzo rinviene, si controlla i canini affilati prima di mettere in moto l'auto, mette la prima marcia e la macchina parte con fragore. A questo punto, la scena cambia mentre il ragazzo si dirige verso un edificio in penombra, dove giunge al balcone la vampira che l'ha contaminato.
Chris non si perde d'animo e vede due buttafuori dirgli di allontanarsi, perché accanto a lui ci sono due ragazzi che iniziano a ballare a ritmo, a scatti e rapidissimi, seguiti con lo sguardo dal nuovo vampiro. Intanto la mora lo vede dal balcone e si precipita da lui con una spinta verso il pianterreno, ma ovviamente senza cadere. Il ragazzo continua a ballare la sua coreografia, seguito da altri e poi cerca di allontanarsi, mentre i vampiri che lo stanno seguendo s'arrampicano sulla parete esterna dell'edificio per impedirgli di fuggire.
I ragazzi cercano di braccarlo per farne uno di loro per sempre, ma il giovane Chris sembra salire più in fretta e i vampiri salgono sempre più, seguiti dalla ragazza, che sembra volerlo infettare anche lei per dissetarsi di nuovo. Chris guarda quindi la telcamera nel mentre, e una luce non più ombrosa si reca verso l'apertura a grate dell'edificio, è la luce dell'alba. I vampiri s'indeboliscono e iniziano a provare dolore, ma Chris continua a salire verso il cielo e verso la luce, fino a ritrovarsi nell'umanità semiperduta.
Di colpo si ritrova nel buio della strada solitaria e pensa che sia stato tutto un sogno, o così almeno crede, infatti, quando sale in macchina, si volta con stupore notando ancora la ragazza mora che si scosta e la camera si spegne all'improvviso in un altro stacco di nero totale.

## Posizioni in classifica
| Classifica                      | Posizione massima |
| ------------------------------- | ----------------- |
| Billboard Hot 100               | 79                |
| Billboard Hot 100 Airplay       | 43                |
| Billboard Hot R&B/Hip-Hop songs | 22                |
| Billboard Hot Ringmasters       | 39                |
| Australian ARIAN Singles chart  | 21                |
| New Zealand Top 40              | 15                |